# 마르테인 크라베

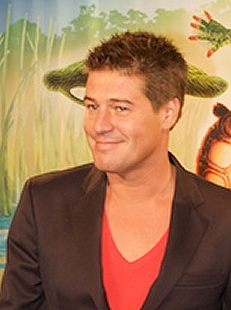
마르테인 크라베

마르테인 크라베(Martijn Krabbé, 1968년 3월 26일 ~ )는 네덜란드의 텔레비전 진행자 및 방송인이다. 예룬 크라베가 아버지이다.